# Corazón prohibido
Corazón Prohibido  es una telenovela colombiana, realizada por  RTI Televisión  y Cenpro TV para Canal A, entre 1998 y 1999. Protagonizada por Luigi Aycardi y Noelle Schonwald; además contó con las participaciones antagónicas de Jorge Cao y Armando Gutiérrez. Fue escrita por Claudia Amparo Forero y dirigida por Isabel Cristina Méndez.

## Sinopsis
Esteban es un muchacho humilde que trabaja para costearse sus estudios, su madre habla con su primo quien es una persona muy importante en la ciudad para que le ayude a conseguir un mejor empleo a su hijo. Laura es una mujer de la alta sociedad que tiene un novio de su misma clase y harán su compromiso de bodas. Manuel hace comentarios de la visita donde sus parientes lejanos y su esposo e hija no les gusta para nada que hayan recomendado a Esteban en su club. Esteban acepta ir a trabajar a este club.

## Elenco
- Luigi Aycardi - Esteban González Torrado
- Noelle Schonwald - Laura Torrado
- Jorge Cao - Manuel Torrado
- Birgit Bofarull - Rebeca
- Roberto Escobar - Samuel
- Armando Gutiérrez
- Natasha Klauss - María José
- Alejandro López - Leonardo
- Bibiana Navas - Marlen
- Andrea Guzmán - Esperanza
- Naren Daryanani
- Gustavo Angarita Jr.
- Paola Rey
- Alina Lozano - Margarita
- Silvio Ángel - Rafael
- Pedro Roda
- Yolanda García
- Juan Alejandro Gaviria
- Merena Dimont - Ubaldina
- María Luisa Rey - Lucía
- Eduardo Gálvez
- Margarita Rosa Guerrero
- Julio del Mar
- Rosalba Goenaga
- Vanessa Blandón
- Felipe Galofre

## Premios y nominaciones

### Premios TVyNovelas
| Año  | Categoría                            | Nominado          | Resultado |
| ---- | ------------------------------------ | ----------------- | --------- |
| 1999 | Mejor actor antagónico de telenovela | Armando Gutiérrez | Ganador   |